# De vrolijke wetenschap

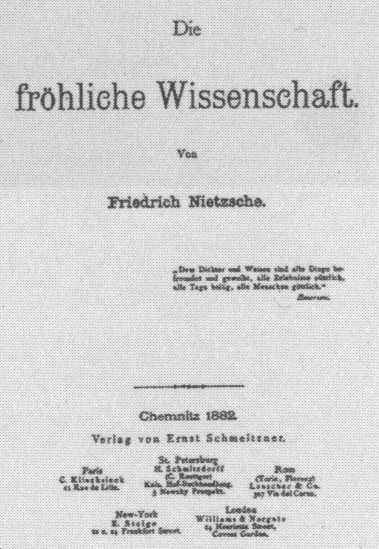
Het titelblad uit de eerste druk van De vrolijke wetenschap

De vrolijke wetenschap (Duits: Die fröhliche Wissenschaft) is een filosofisch boek uit 1882 van Friedrich Nietzsche.
Nietzsche stelt dat wanneer er een demon aan je zou verschijnen en je zou openbaren dat alles zich oneindig herhaalt, je eerst wanhopig en bijna gek zou worden, maar daarna, nadat je erin hebt berust, zou leven in de vrolijke wetenschap dat je alles al eens gedaan hebt. Dit is de ultieme gelukzaligheid volgens Nietzsche.

## God is dood
In dit boek komt ook de bekende uitspraak "God is dood" voor in de paragrafen 108, 125 en 343. Volgens sommigen zegt Nietzsche hier expres niet "God bestaat niet". De vertaling van Pé Hawinkels van §108:

108 Nieuwe gevechten.  - Toen Boeddha dood was, vertoonde men nog eeuwenlang zijn schaduw in een grot, - een enorme huiveringwekkende schaduw. God is dood: maar zoals de menselijke aard nu eenmaal is, zullen er misschien nog millennia lang grotten bestaan waarin men zijn schaduw vertoont. - En wij - wij moeten ook nog zijn schaduw overwinnen!

Hier verwijst Nietzsche naar een concept van Plato: de Allegorie van de grot. Als je je hele leven vastgebonden in een grot leeft, met achter je een vuur waar mensen voorlangs lopen, dan ken je alleen maar de schaduwen die op de wand voor je worden geprojecteerd. Die schaduwen zijn jouw werkelijkheid en je kent niets anders. Wanneer je losgemaakt wordt en het vuur ziet, de mensen en zelfs het licht van buiten, dan zul je niet kunnen wennen en terug willen.
Eén en ander wordt nog duidelijker met het voorbeeld van de vissen in de vijver. Vissen in een vijver leven maar in een beperkte dimensie. Wanneer het regent zien zij vreemde cirkels aan de oppervlakte die ze wellicht wel trachten te verklaren door middel van een God. Wij mensen weten echter dat dit gewoon de regen is, een meteorologisch verschijnsel, omdat wij in een dimensie meer leven. 

## De dolle mens
De beroemdste passage uit dit werk is waarschijnlijk De dolle mens, waarin Nietzsche God niet alleen dood verklaart, maar ook de dood van God in meeslepend proza verklaart (eveneens vertaling van Pé Hawinkels):

125 De dolle mens. - Hebt gij niet gehoord van de dolle mens, die op klaarlichte morgen een lantaarn opstak, op de markt ging lopen en onophoudelijk riep: 'ik zoek God! Ik zoek God!' - Omdat er daar juist veel van die lieden bijeenstonden die niet aan God geloofden, verwekte hij een groot gelach. 'Is hij soms verloren gegaan?' vroeg de een. 'Is hij verdwaald als een kind?' vroeg de ander. 'Of heeft hij zich verstopt? Is hij bang voor ons? Is hij scheep gegaan? Naar het buitenland vertrokken?' - Zo riepen en lachten zij door elkaar. De dolle mens sprong midden tussen hen in en doorboorde hen met zijn blikken. 'Waar God heen is?' riep hij uit. 'Dat zal ik jullie zeggen! Wij hebben hem gedood - jullie en ik! Wij allen zijn zijn moordenaars! Maar hoe hebben wij dit gedaan? Hoe hebben wij de zee kunnen leegdrinken? Wie gaf ons de spons om de horizon uit te vegen? Wat hebben wij gedaan, toen wij deze aarde van haar zon loskoppelden? In welke richting beweegt zij zich nu? In welke richting bewegen wij ons? Weg van alle horizonnen? Vallen wij niet aan één stuk door? En wel achterwaarts, zijwaarts, voorwaarts, naar alle kanten? Is er nog wel een boven en beneden? Dolen wij niet als door een oneindig niets? Ademt ons niet de ledige ruimte in het gezicht? Is het niet kouder geworden? Is niet voortdurend nacht en steeds meer nacht in aantocht? Moeten er 's morgens geen lantaarns worden aangestoken? Horen wij nog niets van het gedruis der doodgravers die God begraven hebben? Ruiken wij nog niets van de goddelijke ontbinding? - ook goden raken in ontbinding! God is dood! God blijft dood! En wij hebben hem gedood! Hoe zullen wij ons troosten, wij moordenaars? Het heiligste en machtigste dat de wereld tot dusver bezeten heeft, is onder onze messen verbloed - wie wist dit bloed van ons af? Met welk water kunnen wij ons reinigen? Welke zoenoffers, welke heilige spelen zullen wij moeten bedenken? Is niet de grootte van deze daad te groot voor ons? Moeten wij niet zelf goden worden om haar waardig te schijnen? Nooit was er een grotere daad - en wie er ook na ons geboren wordt, omwille van deze daad behoort hij tot een hogere geschiedenis dan alle geschiedenis tot dusver geweest is!'- Hier zweeg de dolle mens en keek opnieuw zijn toehoorders aan. Ook zij zwegen en keken bevreemd terug. Eindelijk wierp hij zijn lantaarn op de grond, zodat die in stukken sprong en uitdoofde. 'Ik kom te vroeg,' zei hij toen, 'het is mijn tijd nog niet. Dit ongelooflijke gebeuren is nog onderweg. Het maakt een omweg - het is nog niet tot de oren der mensen doorgedrongen. Bliksem en donder hebben tijd nodig, het licht der gesternten heeft tijd nodig, daden hebben tijd nodig, ook nadat ze gedaan zijn, om gezien en gehoord te worden! Deze daad is nog steeds verder van hen af dan de verste gesternten - en toch hebben ze haar zelf verricht! ' - Men vertelt verder, dat de dolle mens diezelfde dag nog verscheidene kerken binnengedrongen is en daar zijn requiem aeternam deo aangeheven heeft. Naar buiten gebracht en ter verantwoording geroepen zou hij telkens alleen maar het volgende geantwoord hebben: 'Wat zijn deze kerken eigenlijk nog, als ze niet de graven en gedenktekenen Gods zijn?'

## De 'kiem' vanAlso sprach Zarathustra
De passage Incipit tragoedia (zie onder, ook in de vertaling van Pé Hawinkels) stemt grotendeels overeen met het eerste deel van de proloog van Nietzsches volgende boek, Also sprach Zarathustra.

342 Incipit tragoedia. - Toen Zarathustra dertig jaren oud was, verliet hij zijn thuis en het meer Urmi en ging het gebergte in. Hier genoot hij zijn geest en zijn eenzaamheid, en werd deze tien jaren lang niet moe. Eindelijk echter veranderde zijn hart - en op een morgen stond hij op bij het morgenrood, ging voor de zon staan en sprak tot haar aldus: 'Gij grote ster! Wat zou uw geluk voorstellen, wanneer gij hen niet hadt, voor wie gij schijnt! Tien jaar lang zijt gij hierheen gekomen, naar mijn grot: gij zoudt genoeg gekregen hebben van uw licht en van deze weg, zonder mij, mijn adelaar en mijn slang; maar wij wachtten u op, iedere morgen, ontdeden u van uw overvloed en zegenden u daarvoor. Ziet! Ik heb genoeg van mijn wijsheid, gelijk de bij, die te veel honing verzameld heeft, ik heb behoefte aan handen, die zich uitstrekken, ik wil wegschenken en uitdelen, totdat de wijzen onder de mensen andermaal vrede gevonden hebben met hun dwaasheid en de armen met hun rijkdom. Daartoe moet ik afdalen naar de diepte: gelijk gij des avonds doet, wanneer gij achter de zee afdaalt en zelfs de onderwereld van licht voorziet, gij overdadig rijke ster! Ik moet, evenals gij, ondergaan, zoals de mensen het noemen, naar wie ik wens af te dalen. Zegen mij derhalve, gij vredig oog, dat ook een al te groot geluk zonder nijd kan aanzien! Zegen de beker, die wil overlopen, opdat het water in gulden pracht aan hem ontstroomt en de weerglans van uw zaligheid overal verbreidt! Ziet! Deze beker wil wederom leeg worden, en Zarathustra wil wederom mens worden.' Aldus begon Zarathustra's ondergang.

## Nederlandse vertalingen
- De vrolijke wetenschap, 1976. ISBN 9029532459

Vertaling door Pé Hawinkels
- De vrolijke wetenschap, 1999. ISBN 9029535342

Vertaling door Pé Hawinkels, herzien, geannoteerd en van een nawoord voorzien door Hans Driessen
- De vrolijke wetenschap, 2018. ISBN 9789460043291

Vertaling door Hans Driessen (gedichten door Ard Posthuma) met een nawoord van Paul van Tongeren